# Harold Wolff
Harold George Wolff (New York, 26 maggio 1898 – Washington, 21 febbraio 1962) è stato un medico, neurologo e ricercatore statunitense, considerato il fondatore della moderna ricerca sulla cefalea e sui disturbi psicosomatici.

## Biografia
Harold Wolff nacque il 26 maggio del 1898 a New York, figlio unico di Louis Wolff, pittore cattolico, e Emma Recknagel Wolff, luterana. Studiò e fu educato al City College, dove si diplomò a 20 anni.
Subito dopo il diploma, lavorò per qualche tempo in un'industria della pesca supportata dallo stato e finalizzata al commercio di pesce essiccato. 
Dopo aver preso in considerazione l'idea di diventare sacerdote, Harold Wolff decise di intraprendere la strada della medicina iscrivendosi alla Harvard Medical School, dove si laureò nel 1923.
Dopo il tirocinio praticato al New York’s Roosevelt Hospital e al Bellevue Hospital Center, nel 1926 cominciò a studiare all'interno dei laboratori e delle cliniche di Neuropatologia di Harvard, e a collaborare con Harry Forbes e Stanley Cobb. 
Trascorsi due anni all'interno delle cliniche di Boston, si trasferì all'estero per lavorare e fare esperienza accanto ai personaggi più influenti dello scenario medico-scientifico: nel 1928 studiò a Graz, in Austria, con Otto Loewi, e nel 1929 trascorse un breve periodo accanto ad Ivan Pavlov a Leningrado, in Russia.
Tornato in America, nel biennio 1930-1931, si trasferì nel reparto di psichiatria della Phipps Clinic alla Johns Hopkins University, lavorando accanto ad Adolph Meyer.
Dopo le innumerevoli esperienze di collaborazioni europee e americane, decise di rientrare a Boston, e nel 1932 diventò capo della divisione di Neurologia sotto la supervisione di Eugène Dubois. Più tardi divenne professore ordinario, succedendo a Foster Kennedy, e capo della divisione di Neurologia a Bellevue.
Il dottor Wolff manterrà il ruolo al New York Hospital – Cornell Medical Center (NYH-CMC) fino alla sua morte.
Nel 1934 sposò la ben nota pittrice Isabel Bishop, dalla quale avrà un figlio maschio, Remsen N. Wolff.
Nel 1958 raggiunse uno dei traguardi più importanti della sua vita: fu il primo medico ad occupare la cattedra “Anne Parrish Titzel” alla Cornell University.
Durante gli ultimi anni lavorò all'Accademia di “Religion and Mental Health”, e diventò membro della “St John's Episcopal Church”, sebbene fosse stato agnostico per gran parte della sua vita.
Harold Wolff morì il 21 febbraio 1962 a Washington D.C., in seguito ad un ictus cerebrale.

### Indole e temperamento
Harold Wolff è considerato uno dei personaggi fondamentali nello sviluppo della medicina e delle tecniche di ricerca scientifica attuali. 
Caratterizzato da una straordinaria attitudine per l'indagine e per la scoperta, il dottor Wolff fu ricordato come la combinazione di un amministratore e di un ricercatore. Si distinse soprattutto per l'abilità di interrogarsi sul significato biologico dei fenomeni e di arrivare all'essenza della questione, per l'autodisciplina rigorosa e la capacità di influenzare i propri collaboratori.
I suoi allievi lo descrissero come un clinico straordinario e sapiente, talvolta ossessivo nell'obbligo di raggiungere gli obiettivi prefissatosi, ma certamente dogmatico e ambizioso. Un professore dal pregiato pragmatismo, che era solito insegnare tramite esperimenti pratici più facilmente comprensibili; il suo motto era appunto: "Non un giorno senza il suo esperimento".
Stimolato continuamente dal desiderio di superare se stesso e di riuscire nei propri intenti, Harold Wolff sviluppò sistematicamente le proprie ipotesi, seguendo un impeccabile modello di precisione, chiarezza e obiettività.
Fu inoltre un uomo dotato d'illimitata capacità di cortesia e comprensione, che oltre alla passione per la scienza, coltivò sempre l'amore per l'arte, la pittura, la musica, la letteratura e la filosofia.

## Studi Scientifici
Grazie alle sue ricerche e sperimentazioni, Harold Wolff fu uno dei primi neurologi a fornire chiare delucidazioni sui meccanismi e sulle caratteristiche principali del mal di testa. 
Pioniere nell'osservazione dell'emicrania e della cefalea, fu il primo a formulare l'ipotesi che esse potessero derivare dalla variazione del calibro dei vasi sanguigni all'interno del cervello.
Il dottor Wolff ricondusse il fenomeno dell'aura ad una vasocostrizione, e la manifestazione del mal di testa ad una vasodilatazione. Avvalorò la propria ipotesi tramite numerose sperimentazioni, nelle quali utilizzò sostanze in grado di modificare la sezione dei vasi cerebrali: i vasocostrittori (noradrenalina, ergotamina tartrato, caffeina) erano in grado di indurre l'aura, mentre i vasodilatatori (nitrito di amile, anidride carbonica) ne bloccavano temporaneamente o definitivamente la progressione.
Oltre alle indagini condotte all'interno del vasto campo delle cefalee, Harold Wolff si interessò alla realtà della malattia psicosomatica. Egli cercò di dimostrare la profonda relazione esistente tra il sistema nervoso e il resto del corpo, sostenendo che la natura di molti disturbi è perlopiù psicologica e che vi è uno stretto legame tra lo stress e alcune malattie somatiche, quali l'ulcera peptica, la colite ulcerosa, l'ipertensione etc.

### L'attacco di Emicrania
Nella sua opera principale, “Headache and Other Head Pains”, Harold Wolff descrive un tipico attacco di mal di testa: esso ha un preciso ordine di progressione, sebbene abbia una durata variabile da alcuni minuti a numerose settimane. 
I primi sintomi che compaiono sono definiti “prodromes”, ovvero piccole percezioni che preannunciano lo scatenarsi del mal di testa: mani gonfie e aumento dell'appetito, seguiti da un lieve fastidio alla testa. 
Successivamente il dolore comincia ad aumentare, diventando prima pulsante e dolente, poi continuo; nell'arco di circa 3 ore raggiunge il massimo picco di intensità. Il dolore è tendenzialmente localizzato a testa e collo, ma può coinvolgere anche alcune zone del viso, come le guance, il naso e l'orbita oculare. Un attacco intenso di cefalea causa eccessiva sudorazione, impossibilità di dormire, fotofobia, fonofobia, e in alcuni casi persino osmofobia. 
Le sensazioni che, invece, accompagnano il paziente dopo l'attacco di mal di testa sono definite “postdromes” e variano in relazione al soggetto: alcuni presentano emesi, sonnolenza, atassia e depressione, mentre altri percepiscono un senso di rilassatezza, energia ed entusiasmo.
La tesi del dottor Wolff identifica come causa principale della cefalea una vasodilatazione delle arterie cerebrali o un ispessimento dei nervi cranici, come possiamo verificare in presenza di sintomi quali l'emiplegia e l'oftalmoplegia. Tuttavia, è utile considerare altri due fattori decisivi: un'eventuale componente psicosomatica, che può essere ricondotta a stress o disturbi ansiosi, e soprattutto la familiarità con questo tipo di disturbo: il gene che controlla la predisposizione a soffrire di cefalea è, infatti, ereditario.

### Trattamenti
- “Drug therapy”

Il trattamento farmacologico è limitato perlopiù alla cura del sintomo, e non ha funzioni terapeutiche; prevalentemente si basa sull'utilizzo di vasocostrittori, come l'ergotamina tartrato e la caffeina, o su molecole come i triptani, l'aspirina, l'amidopirina, la codeina e i barbiturici.
- “Non-drug therapy”

Oltre ad un attento controllo del regime alimentare e allo sport da praticare nella propria vita, il rimedio più consigliato dal dottor Wolff nel trattamento non farmacologico della cefalea è la psicoterapia. Proprio perché convinto dell'importanza della componente psicosomatica della patologia, egli riteneva necessario imparare a controllare le proprie abitudini e a gestire i propri problemi: lo stress, l'ansia, le proprie reazioni emozionali e le relazioni interpersonali.

## Scritti Principali
- Human Gastric Function, Harold G. Wolff, Stewart Wolf; New York, Oxford University Press, 1943.
- Headache and Other Head Pain, Harold G. Wolff; New York, oxford University Press, 1948 (Prima Edizione).
- Pain Sensations and Reactions, James D. Hardy, Harold Wolff, Helen Goodwell; New York, Hafner, 1952.
- Stress and Disease, Harold G. Wolff; Springfield, IL, US, Charles C. Thomas Publisher, 1953.